# ノートンのドーム

ノートンのドームの断面図。hとxはを単位として表示している。

ノートンのドームとは、ニュートン力学の範疇における非決定論的システムの存在を示す思考実験である。2003年にジョン・D・ノートンによって考案された。 これは、1997年にサンジェイ・バットとデニス・バーンスタインによって示されたより一般的なクラスの特別なケースである。ノートンのドーム問題は、物理学、数学、哲学の問題とみなすことができる。

## 説明
静止した理想的な点粒子を、以下の式で定義された形状の理想的な放射対称の摩擦のないドームの頂点に設定する。
{\displaystyle h={\frac {2b^{2}}{3g}}r^{3/2},\quad 0\leq r<{\frac {g^{2}}{b^{4}}}}
ここで、hはドームの頂上からドーム上の点までの垂直変位、rはドームの頂点からその点までの測地線距離、gは重力加速度、bは比例定数である。
運動の第二法則によれば、摩擦のない表面上にある質点の加速度の接線成分は{\displaystyle a_{\parallel }=b^{2}{\sqrt {r}}}であり、 以下の運動方程式が導出できる。{\displaystyle {\ddot {r}}=b^{2}{\sqrt {r}}.}

### 運動方程式の解
ノートンは、この運動方程式には 2 種類の数学的解があることを示した。一番目においては粒子はドームの頂点に永遠に留まり、以下の解になる。
{\displaystyle r(t)=0.}
二番目においては、粒子はしばらくドームの頂点に留まり、その後任意の時間Tが経過すると、任意の方向にドームを滑り降り始める。これは次の解として与えられる。
{\displaystyle r(t)={\begin{cases}0&t\leq T,\\[4pt]{\frac {1}{144}}[b(t-T)]^{4}&t>T.\end{cases}}}
重要なのは、これら 2 つはいずれも運動方程式から導かれる以下の初期値問題の解であるということである。
{\displaystyle {\ddot {r}}=b^{2}{\sqrt {r}},\quad r(0)=0,\quad {\dot {r}}(0)=0.}
したがって、ニュートン力学の枠組みでは、この問題は非決定的な解を持つ。言い換えれば、初期条件が与えられても、粒子が取る可能性のある軌道が複数存在するということである。これが、ニュートン力学が非決定論的なシステムである可能性を示唆するパラドックスとなっている。
これらの運動方程式がすべて物理的に可能な解であることを確認するには、ニュートン力学の時間反転対称性を利用するのが有用である。有限の時間内にエネルギーゼロで頂点に到達して停止させるように、ボールをドームの上まで転がすことは可能である。従って時間反転により、ボールがしばらく頂点で止まり、その後任意の方向に転がり落ちるのは有効な解であると見なせる。
しかし、普通のドーム（例えば半球）に同じ議論を適用してもうまくいかない。なぜなら、頂点に到達してそこに留まるのにちょうどよいエネルギーで打ち上げられたボールは、実際にはそこに到達するまでに無限の時間がかかるからである。
2 番目のケースでは、粒子が原因もなく、他の実体によって放射状の力が加えられることもなく動き始めたように見える。これは、物理的直感と因果関係に関する普通の直感の両方に明らかに反するが、それでもこの動きはニュートンの運動法則の数学と整合しているため、これを以て非物理的であると除外することができない。

## パラドックスの解消
ノートンの思考実験に対しては、リプシッツ連続性の原理に違反している（ニュートンの第2法則に現れる力は粒子の軌道に対するリプシッツ連続関数ではなく、これにより常微分方程式の解の存在と一意性の定理を回避できる）、物理的対称性の原理に違反している、あるいはその他の理由によって「非物理的」であるなどと多くの批判がなされているが、批判者の間ではなぜそれを無効とみなすかについて合意は得られていない。